# Dwór w Kazaniu
Dwór w Kazaniu – zabytkowy dwór w Kazaniu, w powiecie włocławskim. Wpisany do rejestru zabytków pod nr A/1313 z datą z 26 lipca 1984 wraz z parkiem, stodołą i stajnią.

## Historia
Kolejnymi właścicielami lokalnych dóbr byli: Lubrańscy (XV wiek), Erazm Kretkowski (po 1538), Franciszek Łochowski (XVII wiek), Dąmbskich (XVIII wiek), Joanny ze Słubickich Mniewskiej (XIX wiek) i Grodziccy (do 1945).
Obecny dwór wybudowano po 1918 dla Filipa Grodzickiego. Projektantem obiektu był Antoni Jawornicki. Był przebudowywany w 1928, a w 1938 wyremontowany. Po II wojnie światowej dobra przejął skarb państwa.

## Architektura
Parterowy, ceglany dwór wybudowano w stylu zbliżonym do klasycyzmu (tzw. styl dworkowy) na planie prostokąta. Ma układ dwutraktowy, z sienią na osi. Elewacja frontowa jest siedmioosiowa. W centrum umieszczono portal wejściowy z gankiem wspartym na kolumnach. Od południa w 1928 dostawiono drugi, półkolisty ganek, również wsparty na kolumnach (czterech). Dwór kryty jest dachem półszczytowym, eternitowym z lukarnami (późniejszymi). 

## Oficyna i park
Od północy znajdowała się, rozebrana po 1989, starsza niż sam dwór oficyna z XIX wieku, którą w 1928 połączono z dworem kolumnową, zamkniętą galerią (pierwotnie była ona otwarta). Galeria istnieje. Na zespół architektoniczny składa się jeszcze murowana rządcówka i czworak z około 1900.
Obiekty otoczone są parkiem krajobrazowym (około 1,5 hektara) założonym w drugiej połowie XIX wieku. Park jest obecnie zaniedbany, a jego kompozycja uległa zatarciu. 100-150-leni starodrzew jest w stosunkowo dobrym stanie.